# Fazendas de Shebaa

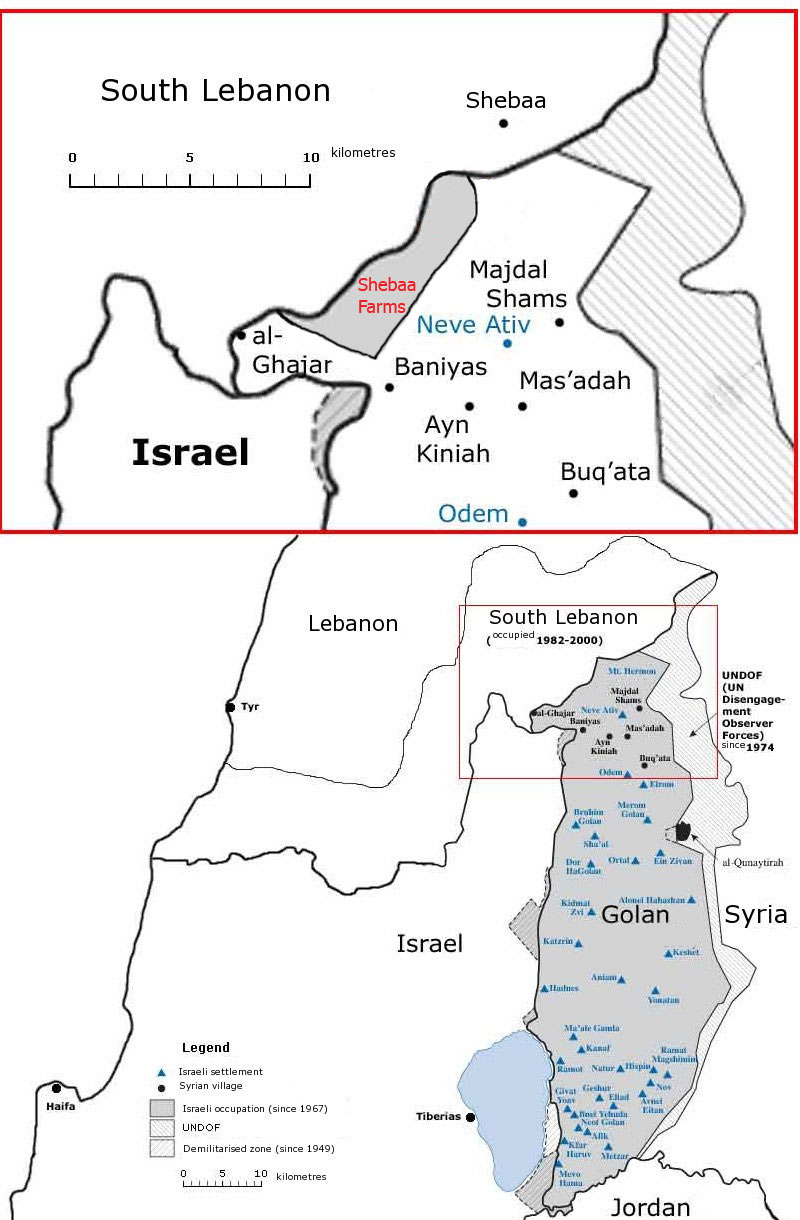
Posição geográfica das Fazendas de Shebaa.

As Fazendas de Shebaa ou Sheb'a (em árabe: مزارع شبعا, transl. Mazāri‘ Shib‘ā; em hebraico: חוות שבעא, transl. Havot Sheba‘a ou הר דוב, Har Dov) constituem uma faixa de terra ocupada por 14 fazendas, próxima da tríplice fronteira entre a Síria, Líbano e Israel.  A área mede cerca de 14 km de extensão, por 2,5 km de largura, totalizando aproximadamente 35 km², e localiza-se a uma distância de 3 a 12 km sudoeste da vila libanesa de Shebaa,e entre 5 a 7 km a noroeste da vila drusa de Majdal Shams.
As fazendas eram libanesas, à época do Mandato Francês do Líbano, e foram  ocupadas, sucessivamente, pelo exército sírio - entre os anos 1950 e 1960 -  e por Israel - desde a Guerra dos Seis Dias, em 1967. 
Estão situadas no lado sudeste de uma cumeeira longa e ampla, que desce rumo a sudoeste a partir do monte Hérmon. A extremidade noroeste da região corresponde à fronteira sírio-libanesa reconhecida pela ONU), ao longo da cumeeira, enquanto a extremidade sudeste correponde ao vale aproximadamente paralelo de Uádi Alaçal (um uádi de 16 km de extensão, que flui para dentro do território israelense e drena parte da cumeeira relativamente rica em água pluvial do monte Hérmon, no norte das Colinas de Golã. Essas extremidades são ligadas pelo limite nordeste das Fazendas de Shebaa, a 2,5 km a leste das instalações militares israelenses (Har Dov), tal como definido no relatório das Nações Unidas de 2007.
Esse mesmo relatório define os limites a sudoeste como uma linha que segue aproximadamente o sopé da cumeeira, e se inicia a apenas um quilômetro a noroeste de Banias, e então se dirige para noroeste até o ponto em que a fronteira tradicional sírio-libanesa dá uma guinada, a 3,4 km a leste de Ghajar e a 1 km ao sul da vila libanesa de El-Majidiye. Esse limite das Fazendas de Shebaa está cerca de um quilômetro dentro da Linha do Armistício de 1949, que atualmente divide Israel das Colinas de Golã (anexadas por Israel, mediante ato considerado nulo pelas Nações Unidas). A única rota terrestre entre o Líbano e a Síria ao sul da cumeeira do monte Hérmon jaz entre essas duas linhas. 
As Fazendas de Shebaa estão despovoadas desde 1967, e incluem terras altas, de onde podem ser vistas partes do sul do Líbano e do oeste de Israel; suas altitudes variam de 250 a 1880 metros.

## Disputa do território
A região ficou sob controle de Israel, mesmo depois Guerra do Líbano de 1982 e da retirada das tropas israelenses do sul do Líbano, em 2000. O Hezbolá cita a "ocupação israelense contínua" das disputadas Fazendas de Shebaa como uma das razões para atacar alvos de Israel.
Em 2007, a ONU realizou serviços de cartografia na área.  Os trabalhos do cartógrafo Miklos Pinter concluíram que as fazendas estão em território libanês. Israel insistiu, porém, que as fazendas eram reivindicadas pela Síria e que, portanto, sua devolução só poderia ser considerada no âmbito de um acordo de paz com aquele país. Tal acordo poderia incluir a devolução de parte ou da totalidade das Colinas de Golã. Israel rejeitou também a hipótese de que a ONU assumisse o controle das fazendas até que a disputa fosse resolvida, embora tanto a Síria quanto o Líbano concordassem com isso - e possivelmente também concordassem que as fazendas de Sheeba são libanesas.  Israel também seria contra uma declaração decisiva da ONU sobre a área, temendo que a admissão pública de que o território é libanês pudesse significar que a retirada israelense do Líbano em 2000 foi incompleta, o que serviria como justificativa ao Hezbolá reiniciar os confrontos com Israel.
O presidente do Líbano, Michel Sleiman, em seu discurso de 1 de agosto de 2008, também declarou, referindo-se às fazendas: "a contagem regressiva para a liberação do resto de nossas terras já começou. E hoje eu confirmo o [uso] de todos os meios disponíveis e legítimos para conseguir esta meta."